# 纳巴格拉姆
纳巴格拉姆（Nabagram），是印度西孟加拉邦Puruliya县的一个城镇。总人口5642（2001年）。

## 人口
该地2001年总人口5642人，其中男性3002人，女性2640人；0—6岁人口843人，其中男436人，女407人；识字率58.10%，其中男性为70.82%，女性为43.64%。